# Dennis Locorriere

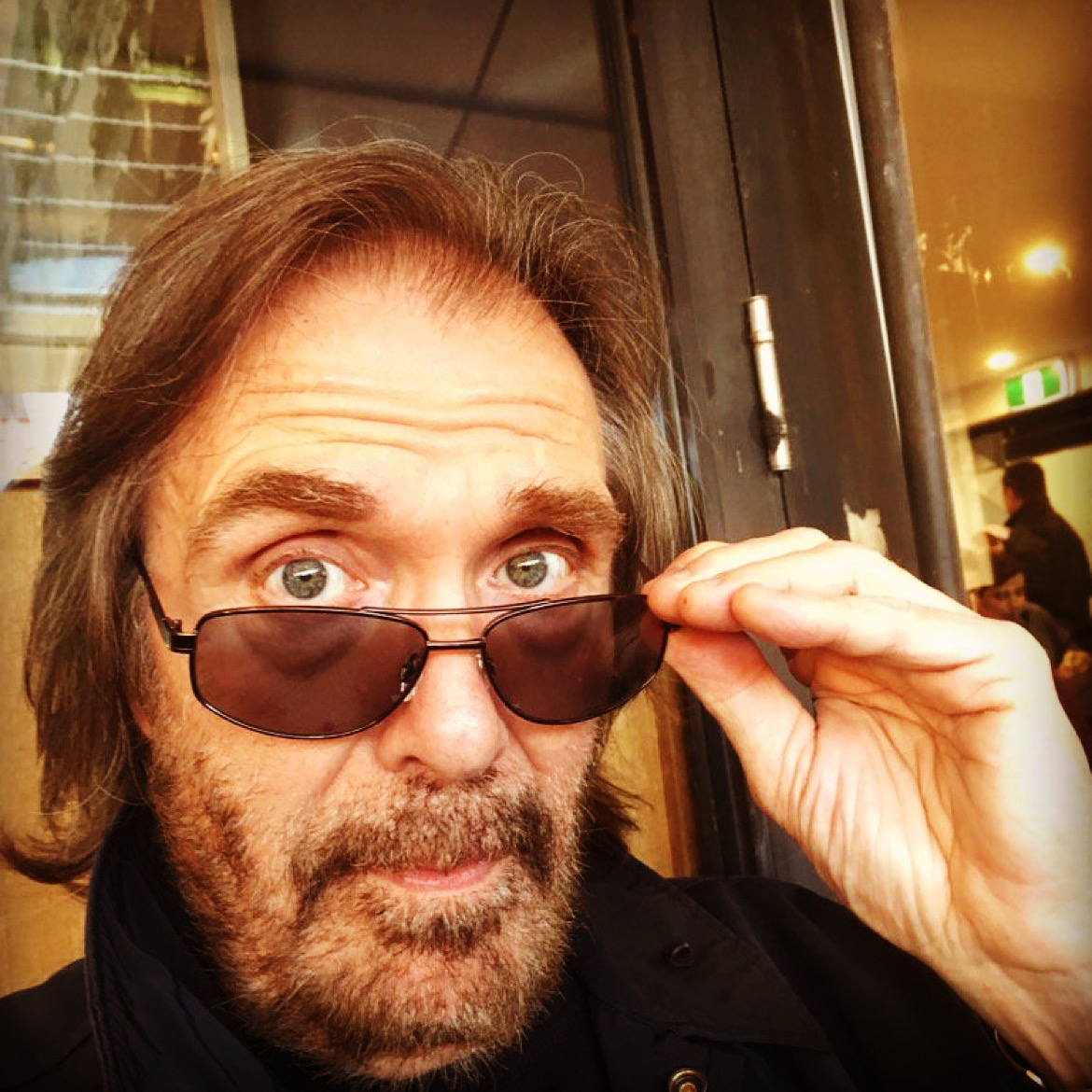
Dennis Locorriere

Dennis Michael Locorriere (* 13. Juni 1949 in Union City, New Jersey) ist ein US-amerikanischer Sänger und Gitarrist.

## Leben
Locorriere  gründete 1968 zusammen mit Ray Sawyer die Band Dr. Hook & the Medicine Show. Dr. Hook bezog sich hierbei auf die Figur des Captain Hook aus Peter Pan, der wie Sawyer eine Augenklappe trug. Zwar wurden einige der erfolgreichsten Titel der Band von Shel Silverstein geschrieben, aber auch Locorriere steuerte einige Songs bei.
Nachdem sich die Band 1985 aufgelöst hatte, war Locorriere zunächst als Studiomusiker tätig und arbeitete unter anderem mit Randy Travis, John Hiatt und Kenny Rogers. Zudem war er 2008 als Mitglied von Bill Wyman’s Rhythm Kings auf Tour in Großbritannien. Locorrieres Kompositionen wurden unter anderem von Olivia Newton-John, Jerry Lee Lewis und Willie Nelson interpretiert.
Seit 2000 veröffentlichte er drei Soloalben. Daneben erschien 2002 eine Live-DVD, 2004 ein Livealbum und 2008 ein Kompilationsalbum.